# Хабаровский мост
Хабаровский мост или «Амурское чудо», до 1917 года «Алексеевский мост» — совмещённый мостовой переход через реку Амур возле г. Хабаровска с раздельным железнодорожным двухпутным (по нижнему ярусу) и двухполосным автомобильным (по верхнему ярусу) движением.
Является частью Транссибирской магистрали и федеральной автотрассы М58 «Амур» Чита-Хабаровск. Длина совмещённой части 2599 м, с подъездными эстакадами 3890,5 м.

## История
Первые изыскания по строительству железнодорожного моста в районе Хабаровска были проведены в 1895 году, но в связи со строительством КВЖД были прекращены. Вновь вопрос о сооружении Амурской железной дороги и моста был поставлен в связи с поражением Российской империи в русско-японской войне. С 1906 года изыскания моста почти не прерывались вплоть до окончательного выбора направления. Был объявлен конкурс на лучший проект Амурского моста, в нём приняли участие ведущие инженеры-мостостроители, рассматривались варианты строительства тоннеля под Амуром. Окончательно самым подходящим был признан проект, «привязанный» к деревне Осиповка, находившейся в 8 км от Хабаровска. Проект Амурского моста был выполнен Л. Д. Проскуряковым, а Г. П. Передерий спроектировал железобетонную арочную эстакаду (западный проход к мосту). Постройкой моста заведовал инженер путей сообщения Б. И. Хлебников, старшим производителем работ был инженер В. А. Пинус, его помощником — М. И. Малышев.

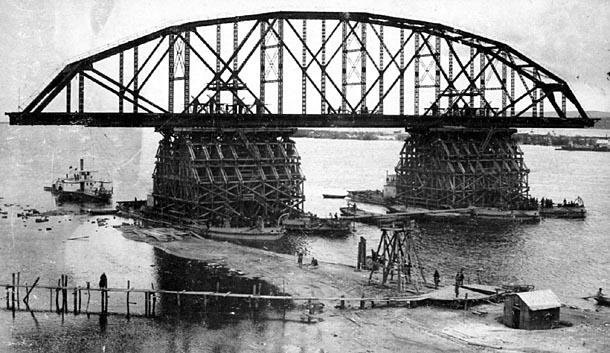
Строительство Алексеевского моста

Торжественная закладка состоялась 30 июля (12 августа) 1913 года в присутствии приамурского генерал-губернатора Н. Л. Гондатти. По проекту срок ввода в эксплуатацию был назначен 1 октября 1915 года, то есть на строительство было отведено всего 26 месяцев. Металлические фермы для моста изготавливались в Варшаве, затем в разобранном виде доставлялись в Одессу, оттуда морским путём во Владивосток, где их перегружали на железнодорожные платформы и везли в Хабаровск. Сборка восемнадцати ферм происходила на месте. Сдать мост в срок помешала Первая мировая война. Было принято считать, что осенью 1914 года в Индийском океане германский крейсер «Эмден» потопил пароход с двумя последними фермами, которые затем пришлось заказывать в Канаде. Но в последние[какие?] годы удалось установить по архивным материалам, что пароход «Пермь», перевозивший эти фермы, был затоплен в порту Коломбо 25 июля (7 августа) 1914 года в результате пожара. Кроме того, на войну были мобилизованы опытные рабочие.
Весной 1916 года было завершено сооружение железобетонной эстакады, которую, согласно договору, заключённому с подрядчиками А.А. Лушниковым и Н.И. Крыловым, должны были закончить к 20 сентября 1915 года. Однако из-за начавшейся войны подрядчики не смогли своевременно приобрести на российском рынке стальную арматуру, которую пришлось затем заказывать в Англии. Также на сроки выполнения работ повлияло наводнение 1915 года.
Летом и в начале осени 1916 года после получения недостающих частей была закончена сборка и установка последних трёх 59-саженных пролётных строений. Но поскольку изготовить малую правобережную ферму к намеченным на 5 октября торжествам не представилось возможным, то было принято решение построить вместо неё временный деревянный пролёт.
В сентябре 1916 года из Петрограда в Хабаровск выехала «Особая комиссия для освидетельствования моста через р. Амур» во главе с известным мостостроителем, членом Инженерного совета МПС, профессором Петроградского института инженеров путей сообщения Станиславом Константиновичем Куницким. Проведённые комиссией испытания завершились 4 октября 1916 года и получили отличную оценку. «Все работы по постройке моста через р. Амур исполнены с особой тщательностью и вполне соответствуют тому выдающемуся значению, какое имеет длиннейший в России мост», – отмечали в заключении члены приёмной комиссии. В то же время, в подписанном акте приёмки моста было оговорено, что подрядчик сразу же после получения отсутствующих частей берегового пролёта примет все меры к скорейшей замене временной деревянной фермы на постоянную.
5 (18) октября 1916 года мост был освящён и открыт для постоянного движения. Как и при закладке моста в 1913 г. список почётных гостей выглядел внушительно. Среди получивших специальное приглашение были чиновники администрации, духовенство от всех хабаровских церквей и ближайших сельских приходов, высшие военные и железнодорожные чины, представители прессы и др. Всего же на торжествах присутствовало порядка 5-6 тыс. чел.
Пуском Хабаровского моста было завершено строительство Транссибирской магистрали на территории Российской империи. Стоимость его сооружения составила 13,5 млн рублей.
С открытием для движения железнодорожного моста через Амур было установлено прямое грузовое и пассажирское сообщение между Петроградом, Москвой и Владивостоком. В начале ноября 1916 г. из Петрограда во Владивосток впервые по непрерывному рельсовому пути, проходящему по российской территории, проследовал курьерский поезд «Международного общества спальных вагонов».
Из иллюстрированного журнала «Искры» от 6 ноября 1916 года:

Освящение Амурского моста. 5-го октября состоялось торжественное освящение железнодорожного моста через реку Амур имени Наследника Цесаревича Алексея Николаевича и открытие сквозного движения на Великом Сибирском пути Петроград-Хабаровск-Владивосток по родной земле, минуя Маньчжурию. Мост Наследника Цесаревича по своей величине занимающий первое место в России, заложен 30-го июля 1913-года. Общая длина сооружения 2 вер. 217 саж. Общая стоимость моста около 13.500.000 рублей. Освящение моста производилось Архиепископом Владивостокским и Камчатским Евсевием в сослужении с Архиепископом Благовещенским Евгением. При освящении присутствовали приамурский председатель комиссии по освидетельствованию моста, то есть инженер Куницкий, член управления дороги, то есть Богуславский, инженер Шмидт, все начальники военных и гражданских управлений и многотысячная публика. С открытием сквозного движения для Приамурья наступила новая эра, благие результаты коей скажутся для населения в самом ближайшем будущем.

Мост наследника цесаревича Алексея Николаевича через реку Амур общим отверстием 1141,41 сажени, общей длиной 1217,81 сажени сооружен в царствие Его Императорского Величества Государя Императора Николая II в лето Рождества Христова 1913—1916 гг., при министрах путей сообщения С. В. Рухлове и А. Ф. Трепове, приамурском генерал-губернаторе Н. Л. Гондатти, начальниках управления по сооружению железных дорог инженерах путей сообщения Е. Д. Вурцель, Г. О. Паукере и А. В. Ливеровском, начальниках работ по постройке Восточно-Амурской железной дороги инженерах путей сообщения М. С. Навроцком, А. В. Ливеровском и Д. П. Бирюкове, заведующем постройкой моста инженере путей сообщения Б. И. Хлебникове, старшем производителе работ инженере путей сообщения В. А. Пикусе, младших производителях работ инженерах путей сообщения В. В. Меженинове и М. И. Малышеве, подрядчиками казны, обществом «Рудзский и К°» при доверенном общества инженер-технологе М. Ф. Хиерополитанском, инженерами А. А. Лушниковым, П. И. Крыловым, при доверенном их инженер-технологе В. И. Крылове — хозяйственным распорядителем.

Закладка совершена 30 июля 1913 г. Открытие для движения 5 октября 1916 г.
В течение зимы 1916-1917 гг. на Дальний Восток были доставлены и собраны части последней недостающей фермы, изготовленные Александровским заводом. В конце марта 1917 г. в местной прессе Управлением временной эксплуатации Амурской железной дороги было размещено объявление следующего содержания: «Управление временной эксплуатации Амурской железной дороги доводит до сведения пассажиров, что с 5-го по 20-е апреля, вследствие надвижки береговой фермы Амурского моста у г. Хабаровска, будет прекращено сквозное движение пассажирских поездов. Перевозка пассажиров и багажа на время прекращения сквозного движения будет производиться с пересадкой средствами дороги».
В начале апреля 1917 г. временный деревянный пролёт был разобран и 10-11 апреля 1917 г. была осуществлена надвижка и установка постоянной фермы на место, после чего, 13 апреля 1917 года состоялись статические и динамические испытания, и строительство Амурского железнодорожного моста было окончательно завершено.
Качество произведённых работ было очень высоким, что позволило эксплуатировать мост в течение 80 лет при нагрузках намного превосходивших расчётные. Запас прочности опор моста был таков, что при его реконструкции в конце ХХ – начале ХХI вв. под двухпутное движение стало возможным не возводить новые, а нарастить ледорезную часть старых опор. Таким образом, перестроенный, пусть и потерявший свой прежний облик Амурский мост имени наследника цесаревича Алексея Николаевича по-прежнему продолжает свою службу.
В ночь на 20 апреля 1920 года два металлических пролёта были взорваны отступавшими из Хабаровска партизанскими частями во время провокационного выступления японских военных во время Гражданской войны, в результате Транссибирская магистраль была разорвана на 5 лет.
Работы по восстановлению моста начались вскоре после установления Советской власти на Дальнем Востоке (с ноября 1922 года). Ферма № 13 была собрана во Владивостоке на Дальзаводе из частей повреждённых пролётных строений, упавших одним концом в воду. Вместо другой (№ 12) была установлена запасная железная ферма моста через р. Ветлугу (приток Волги), которая имела несколько отличные очертания, но подходила по своей величине и конструкции. Мелкий ремонт и недостающие части были сделаны Хабаровским заводом «Арсенал». Сквозное движение вновь было открыто 22 марта 1925 года. Расходы на восстановление моста (только по смете зимних работ 1923—1924 и 1924—1925 — 750 000 рублей) проходят по статье «ущерб, нанесённый интервенцией».

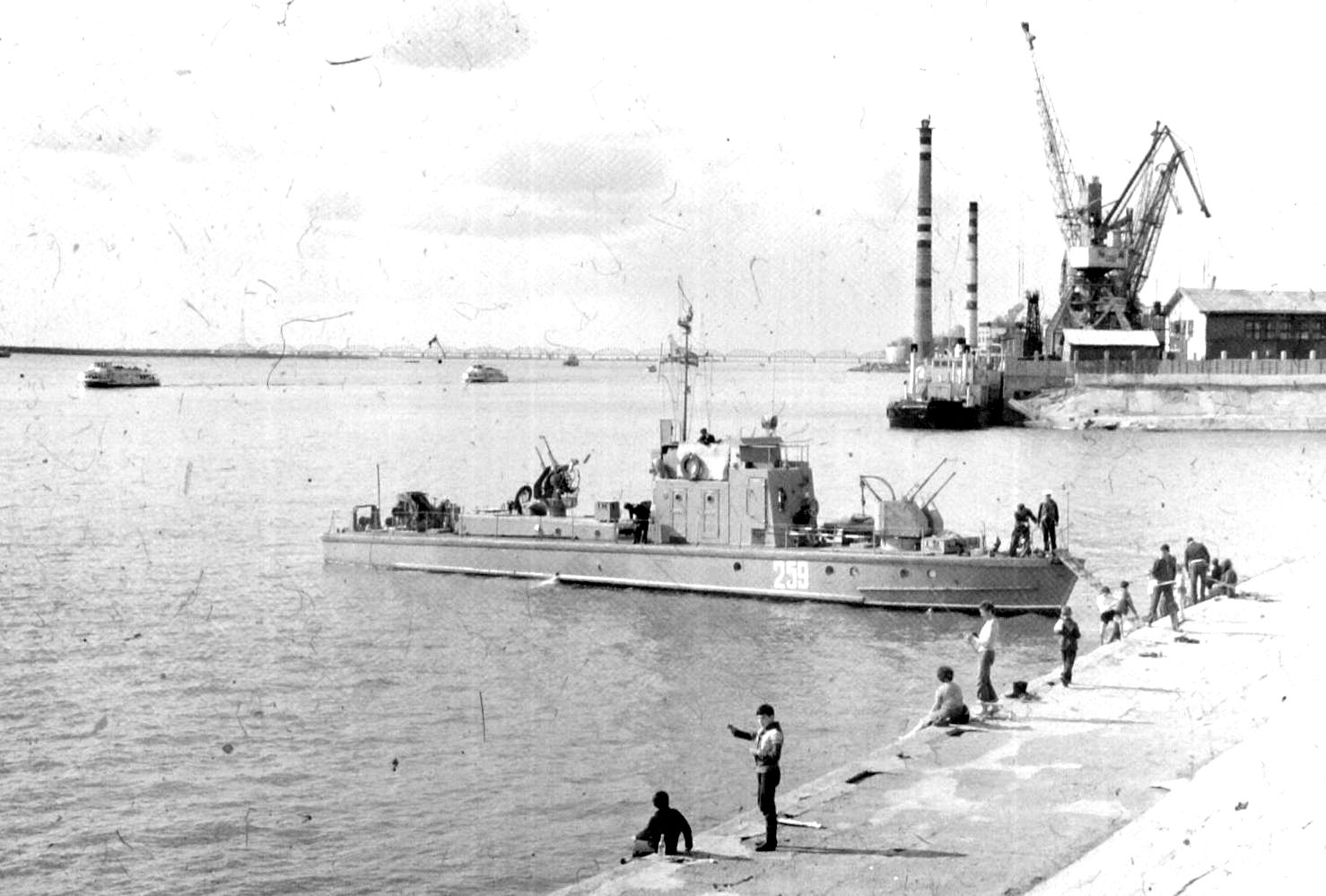
Набережная реки Амур.
На заднем плане — старый мост.
9 мая 1982 года.

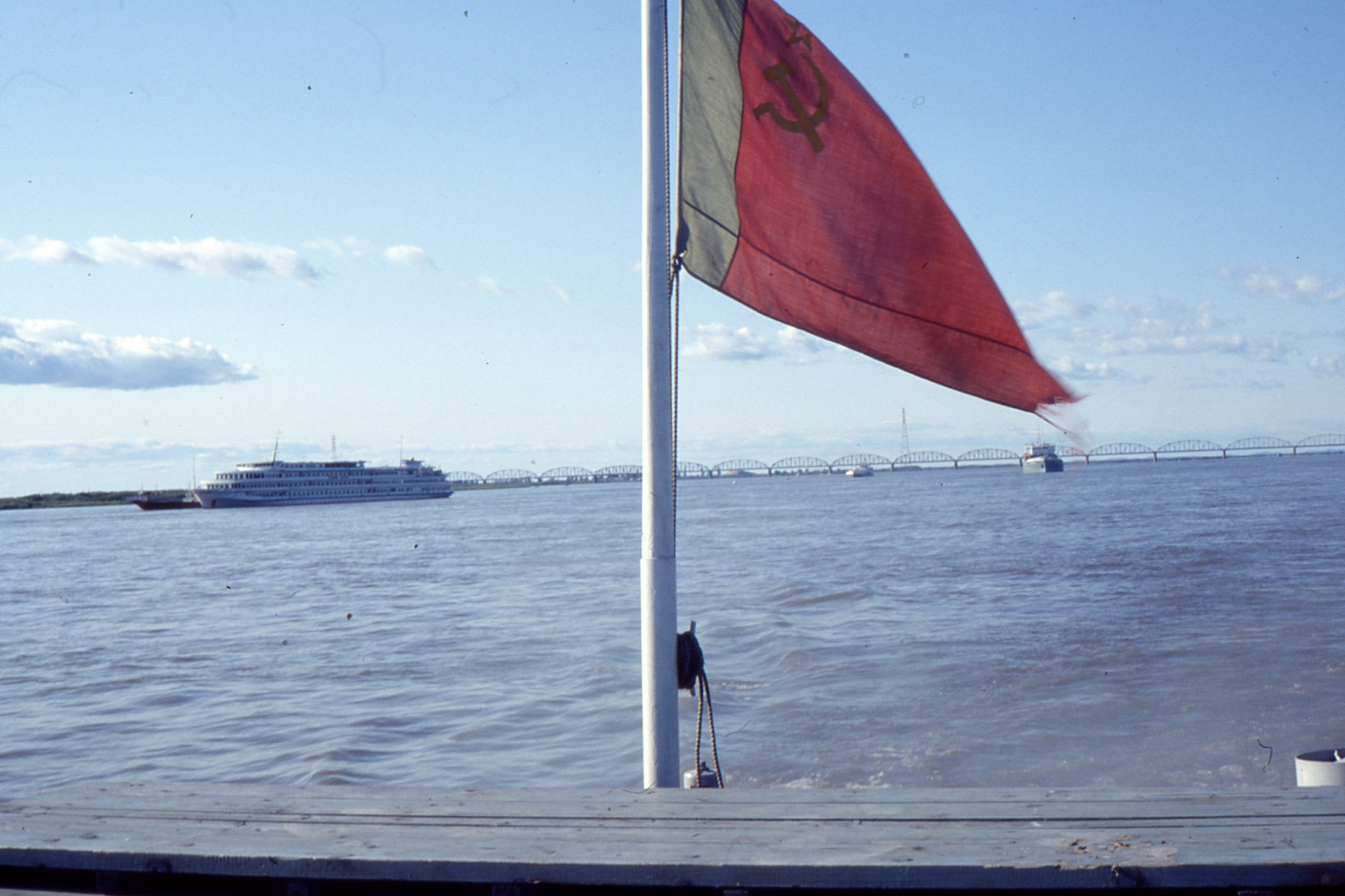
1991 год, вид на старый мост с палубы прогулочного теплохода. Ферма левее флагштока имеет иные очертания (заменена вместо взорванной). Также слева — флагман Амурского речного пароходства круизный теплоход «Владимир Арсеньев».

В 1980-х годах были проведены исследования моста с целью начала его реконструкции. Пролётные строения и арочная часть были признаны дефектными, были введены ограничения скорости движения, в то же время состояние опор моста оказалось удовлетворительным. В ноябре 1990 года институтами «Дальгипротранс», «Ленгипротрансмост» и ОАО «Институт Гипростроймост» было разработано и утверждено технико-экономическое обоснование реконструкции существующего железнодорожного моста через р. Амур у г. Хабаровска в варианте совмещённого мостового перехода с раздельным двухпутным железнодорожным (по нижнему ярусу) и четырёхполосным автомобильным (по верхнему ярусу) движением.
В 1992 году были начаты работы по началу реконструкции. Возводятся опоры под второй железнодорожный путь с автомобильной дорогой на верхнем ярусе, при этом продолжается эксплуатация старого железнодорожного моста. Реконструкция объекта выполнялась очередями, без перерывов в движении поездов, по технологии разработанной ОАО «Институт Гипростроймост»
В апреле 1996 года на стройке побывал президент России Б. Н. Ельцин в рамках предвыборной кампании.
В июне 1998 года было открыто железнодорожное движение по новому мосту, а 23 октября 1999 года — автомобильное движение. Тогда же МПС России фактически начало работы по второй очереди реконструкции, произведя в 1999—2000 годах демонтаж ферм «царского» моста. От продажи на металлолом этих старых пролётов МПС получало недостающие средства на продолжение мостостроительных работ.
По финансовым причинам монтаж пролётных строений по старой оси моста начался только в 2005 году. Вторая очередь железнодорожного моста была открыта 7 ноября 2009 года, мост стал двухпутным для движения поездов. Работы по строительству дублирующей автодорожной части выделены в третью очередь реконструкции.

## Строительство
Существовавший однопутный железнодорожный мост через реку Амур у г. Хабаровска был построен в 1913—1916 годах по проекту профессора Л. Д. Проскурякова. Мост строили на один железнодорожный путь с приспособлениями для воинского движения двух типов: пешего по двум тротуарам, устроенным на консолях снаружи главных ферм, и для колёсного перемещения на железнодорожной проезжей части. Схема моста 6×35,8 + 18×127,4 + 36,7 м. Мост имеет 19 промежуточных опор и только один береговой устой был устроен в открытом котловане, а все остальные опоры потребовали кессонов. Глубина кессонов — 19,2 м над расчётным (по кессонам) уровнем воды. Максимальная площадь кессона составила 94 м². Девять кессонов были стальными, а остальные деревянными и железобетонными. Была только одна серьёзная авария с кессоном № 11. Железобетонный кессон, готовый к спуску, стоял на искусственном островке. Из-за подмытия островка, кессон, весивший почти 3000 т, наклонился и на нём образовались трещины. Железобетонный кессон был заменён на деревянный.
Пролётные строения левобережной пойменной части моста арочные с ездой поверху. Бесшарнирные арки, которые проектировал Г. П. Передерий, были выполнены из монолитного железобетона с пролётами по осям 31,8 м. Надарочные строения состоят из стоек и проезжей части с балластным корытом. Пролётные строения русловой части — металлические разрезные фермы с ездой понизу, с параболическим очертанием верхнего пояса. Расчётный пролёт составляет 127,4 м. На примыкании к правому берегу установлена металлическая ферма с ездой поверху с параболическим очертанием нижнего пояса, расчётный пролёт — 36,7 м. Фундаменты всех опор массивные на естественном основании. Опоры облицованы гранитом. Опоры № 8 — 24 имеют ледорезы с наклонной гранью.

## Реконструкция
Авторами проекта нового моста выступили И. А. Ляпустин (Лентрансмост, Ленинград), Г. Н. Степанов (Дальгипротранс, Хабаровск) и А. В. Батурин (Гипростроймост, Москва). Схема следующая:
1. совмещённая часть мостового перехода по схеме 10,3+(85,6+128,4)+9×(2×128,4)+33,6 м, общей длиной 2600 п. м.;
2. автодорожная часть — левобережная въездная эстакада по схеме 21×33,0 + 10,63 м и правобережная въездная эстакада по схеме 2×35,5 + 68,4 + 84,0 + 74,2 + 9×33,0 м, общей длиной 1290,5 погонных метров.

Первая очередь реконструкции предусматривала уширение существующих опор железнодорожного моста за счёт использования их фундаментной части под разбираемым ледорезом и строительство трёх новых отдельно стоящих опор и двух устоев, монтаж совмещённых пролётных строений под один железнодорожный путь и две полосы автопроезда рядом с существующей осью моста, строительство съездных автодорожных эстакад под две полосы движения.
Вторая очередь реконструкции предполагала снятие существующих пролётных строений, реконструкцию верхней части опор существующего моста, монтаж совмещённых пролётных строений под один железнодорожный путь и две полосы автопроезда.
В автодорожной части планировалось строительство 34 опор столбчатого типа на свайных основаниях.
Работы первой очереди выполнены полностью, вторая очередь: открыто движение по железнодорожным путям, работы на подъездных путях — сооружение второй пассажирской платформы Тельмана, прилегающей к мосту. На правом берегу проведена реконструкция хозяйства станции Амур. Работы по возведению эстакад под две автомобильные полосы и автодорожного покрытия на верхнем ярусе нечётного пути перенесены на третью очередь.

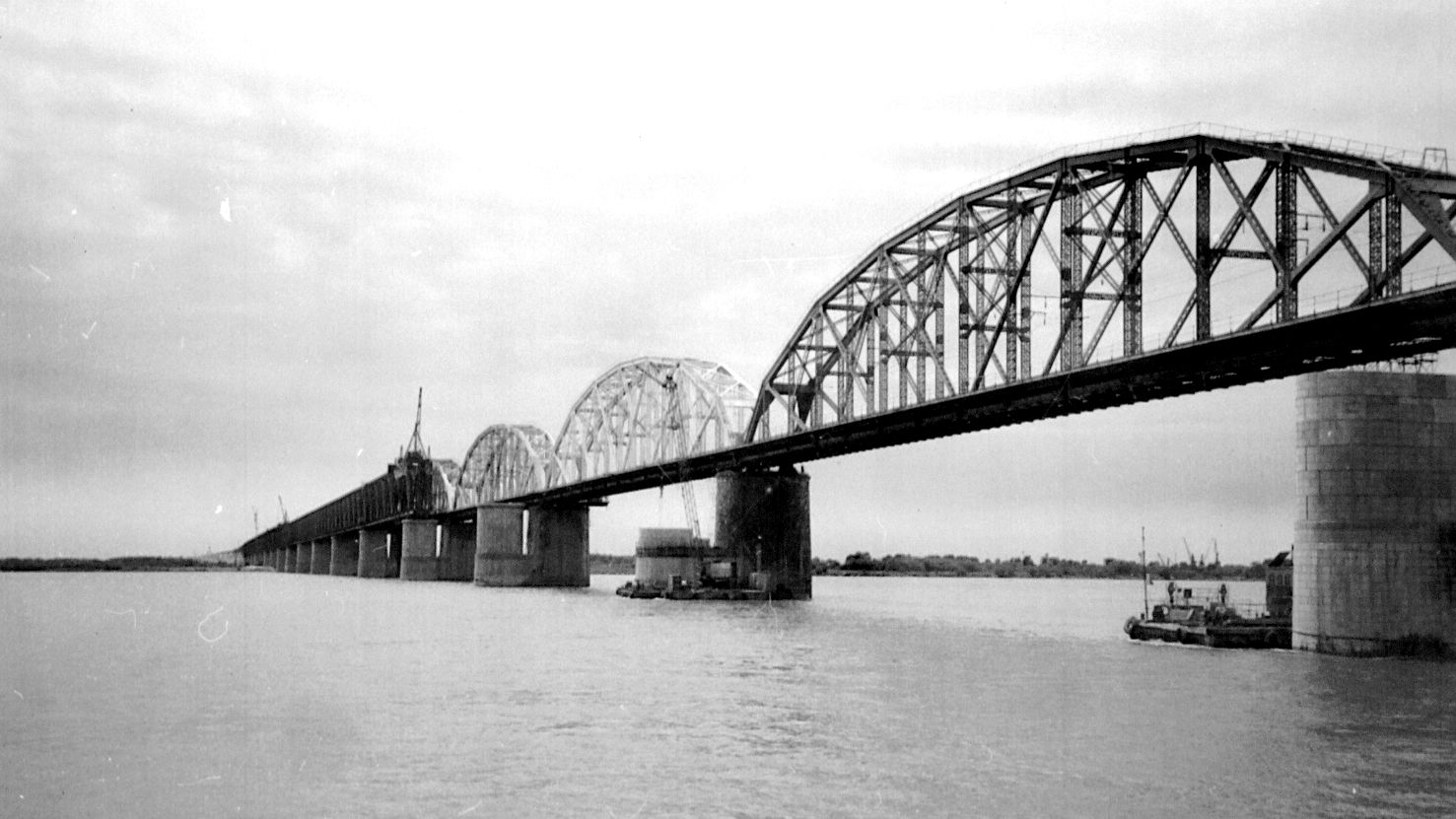
Июнь 1997 года. Первый этап реконструкции. Уширение опор и монтаж на них новых пролётов.
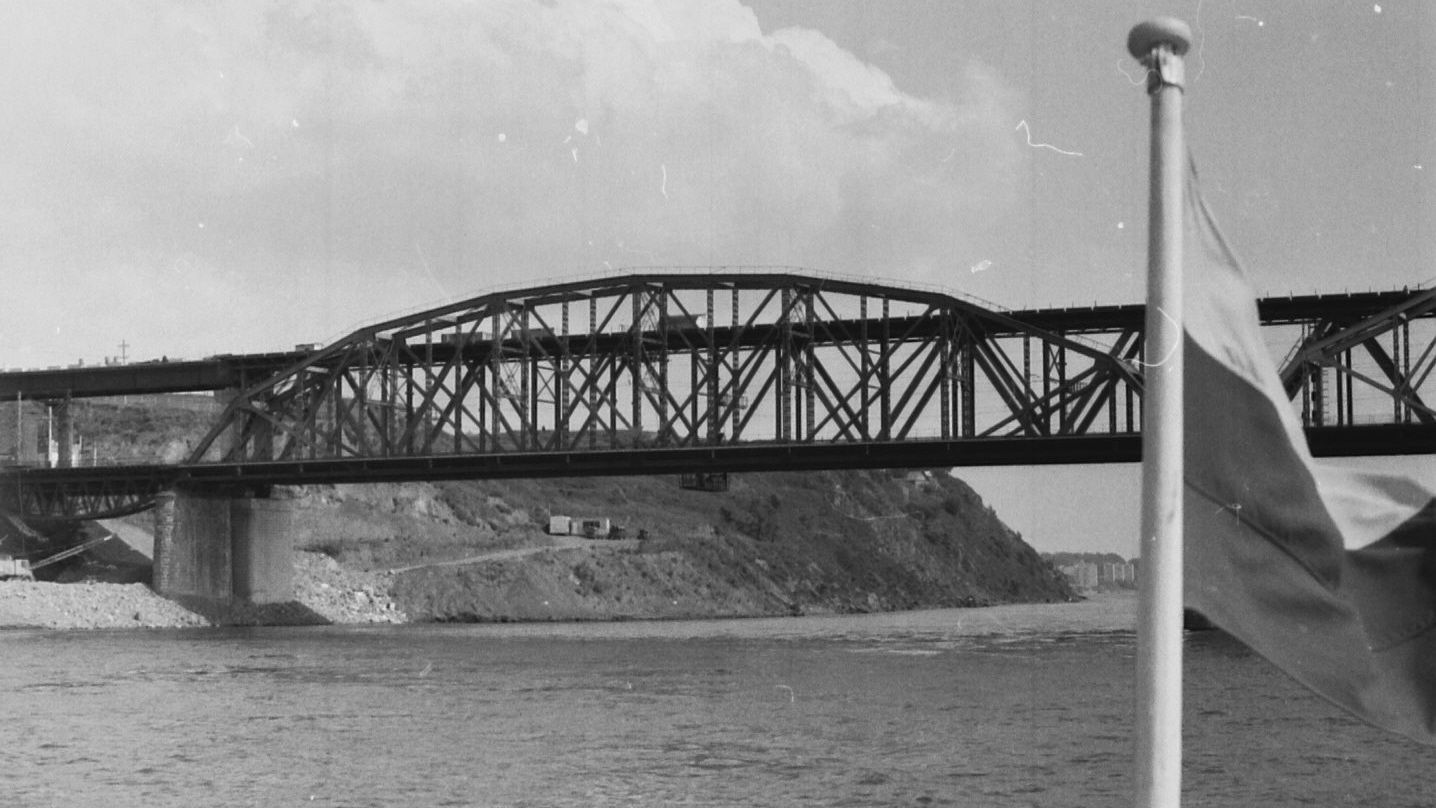
Июль 1998 года. Все новые пролёты установлены, старые ещё не сняты.
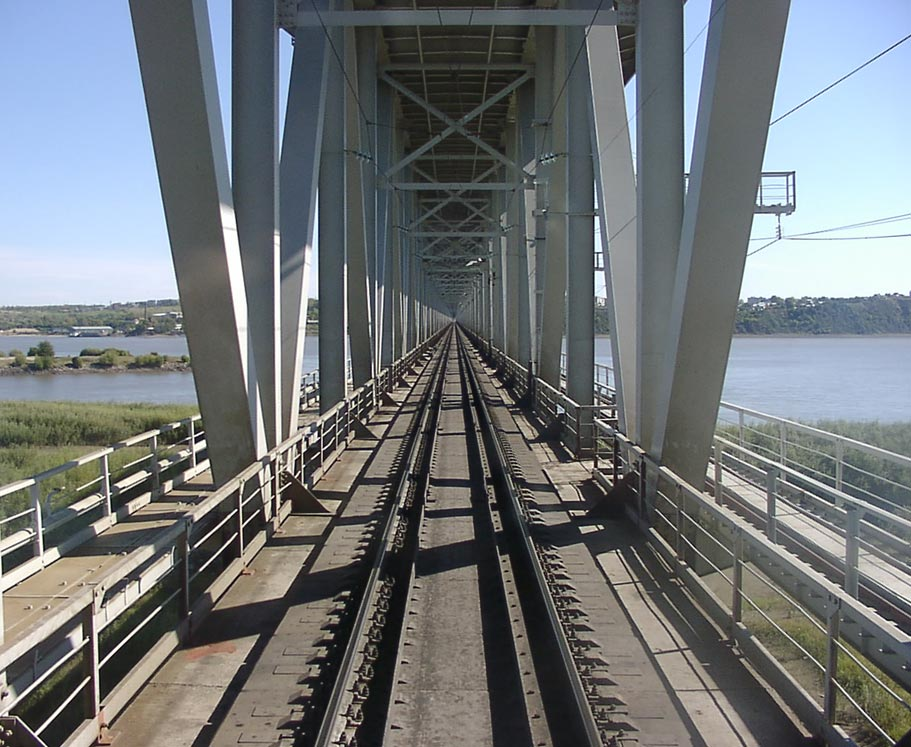
2005 год. Вид на железнодорожные пути первой очереди нового моста.
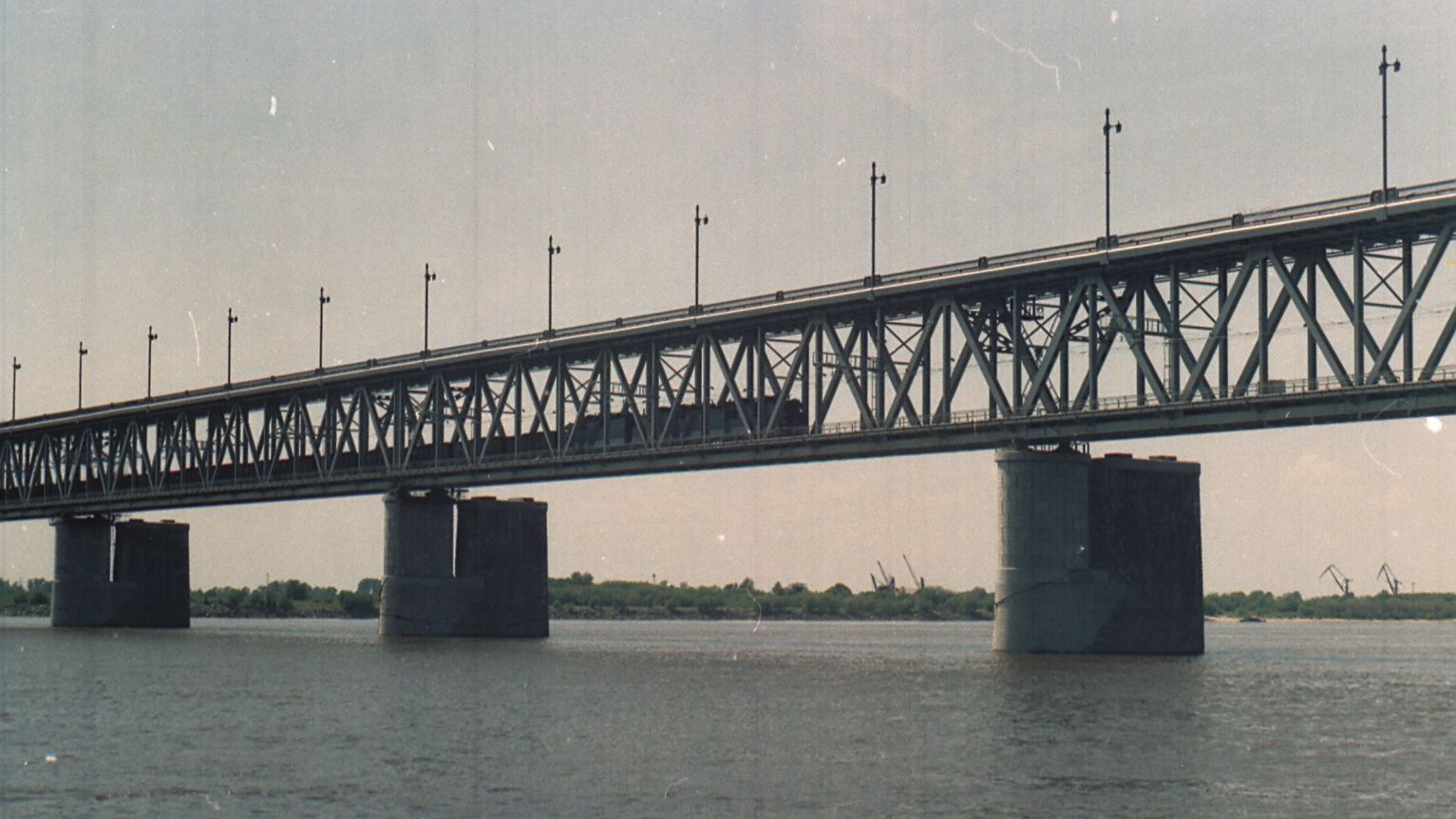
Май 2008 года. Старые пролёты демонтированы.
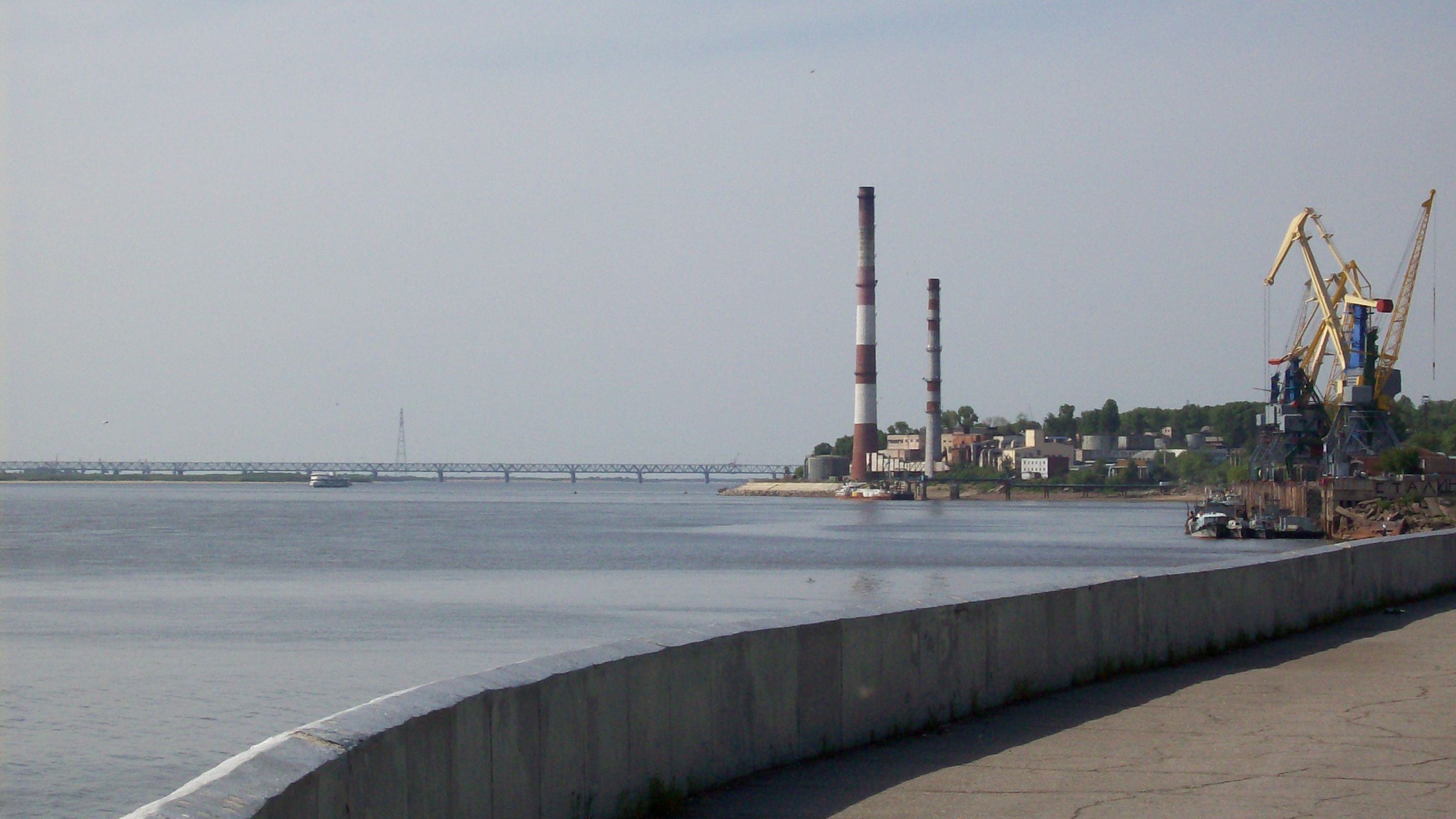
Май 2008 года. Заканчивается строительство второй очереди. Монтажный кран почти дошёл до правого берега.
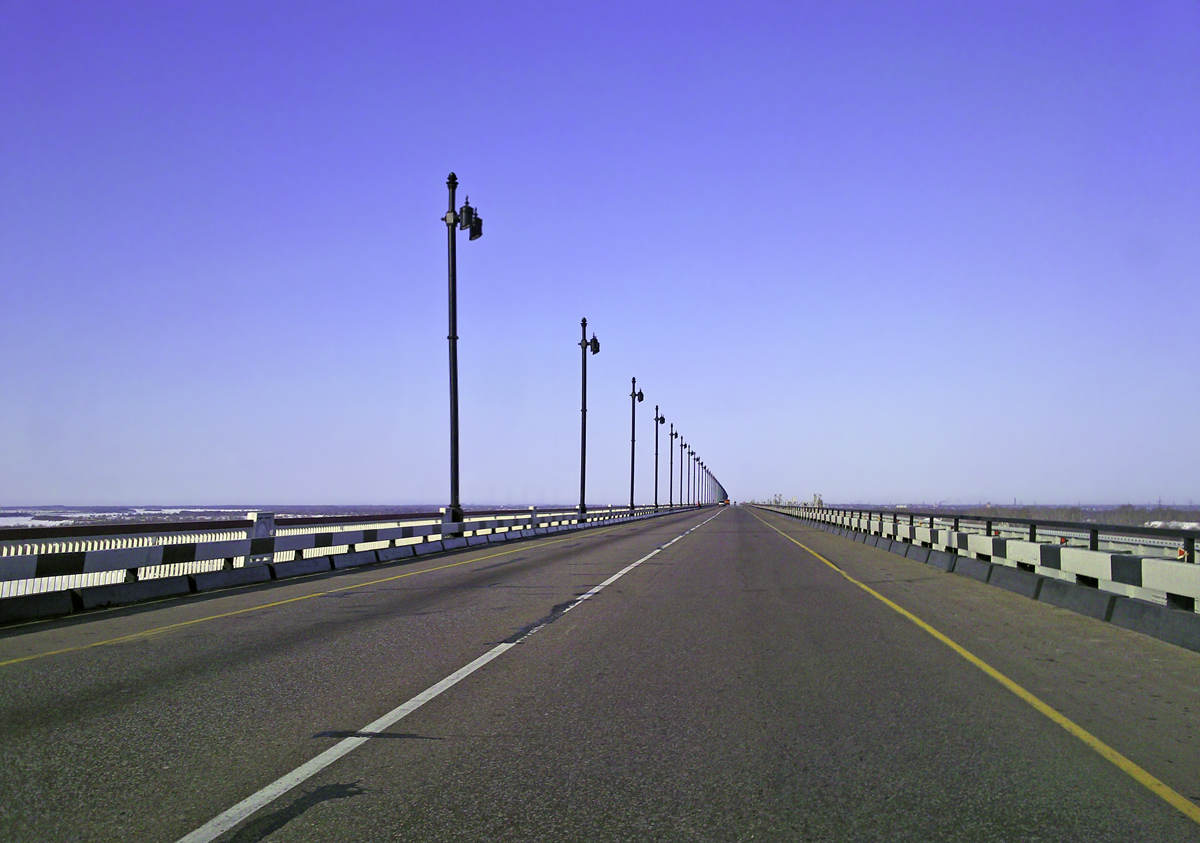
2010 год. Вид на автомобильное полотно первой очереди нового моста.

## Экономика
Основные объёмы работ по сооружению первоначального моста: гранитная облицовка — 20 815 м²; бутовая накладка опор — 85 008 м³; железобетонные арочные строения — 2720 м³; металлоконструкции — 18 015 т; железнодорожные пути по мосту — 2,6 км; деревянный настил — 3400 м³. В 1913 году на работах было занято более 1000 человек. Стоимость сооружения составила 13,5 млн рублей; фактический срок строительства — 3 года и 2 месяца.
Первая очередь реконструкции: земляные работы — 1 126 240 м³; разборка опор — 6500 м³; гранитная облицовка — 8980 м²; бетон и железобетон опор — 78 180 м³; железобетон пролётных строений — 8760 м³; металлоконструкции — 28 400 т; железнодорожные пути — 13,6 км; дорожное покрытие — 33 990 м²; нормативный срок строительства — 5 лет и 9 месяцев; фактический срок строительства — 7 лет.
Вторая и третья очереди реконструкции: земляные работы — 71 500 м³; разборка опор — 6870 м³; гранитная облицовка — 1012 м²; бетон и железобетон опор — 10 200 м³; железобетон пролётных строений — 4100 м³; металлоконструкции — 25 900 т; железнодорожные пути по мосту — 2,6 км; дорожное покрытие — 33 900 м²; нормативный срок строительства — 4 года; фактически, срок строительства второй очереди — 4 года. Стоимость второй очереди в ценах на октябрь 2008 года составила около 6 млрд. 700 млн рублей (без НДС).
Стоимость железнодорожной части по технико-экономическому обоснованию составила 31,4 %, автодорожная часть должна была финансироваться на паритетных началах местным бюджетом (15,02 %) и федеральным дорожным фондом (53,55 %) — профинансирована только в объёме первой очереди.
Масштабность проекта реконструкции мостового перехода сделала его одним из самых заметных явлений в мостостроении в последние десятилетия, а величие и архитектурная выразительность сооружения позволили разместить его изображение на самой крупной денежной купюре России достоинством пять тысяч рублей.

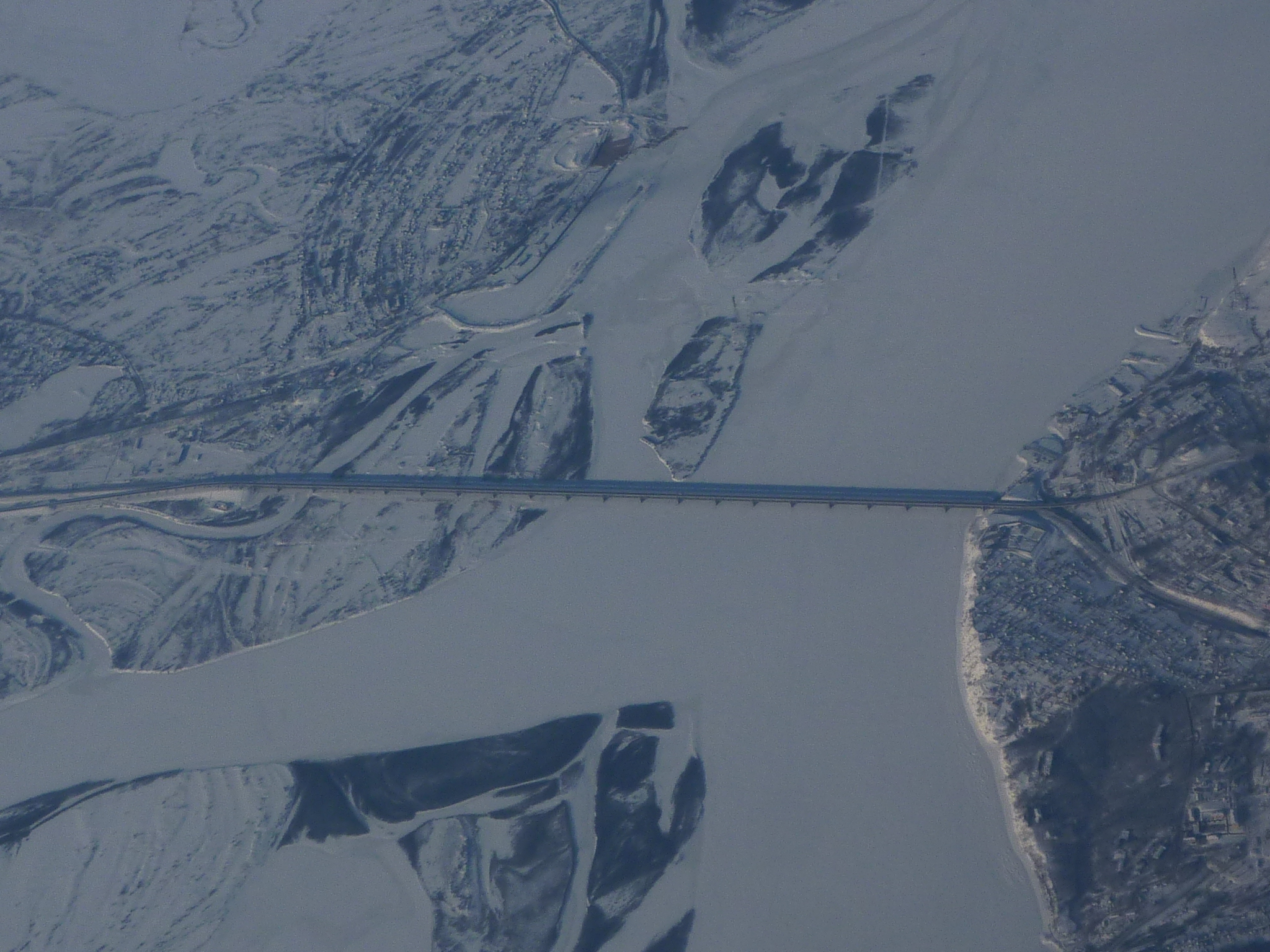
Новый мост зимой. Вид с юга. Внизу — Амур, слева направо — протока Пемзенская, вверху слева — устье реки Тунгуски.
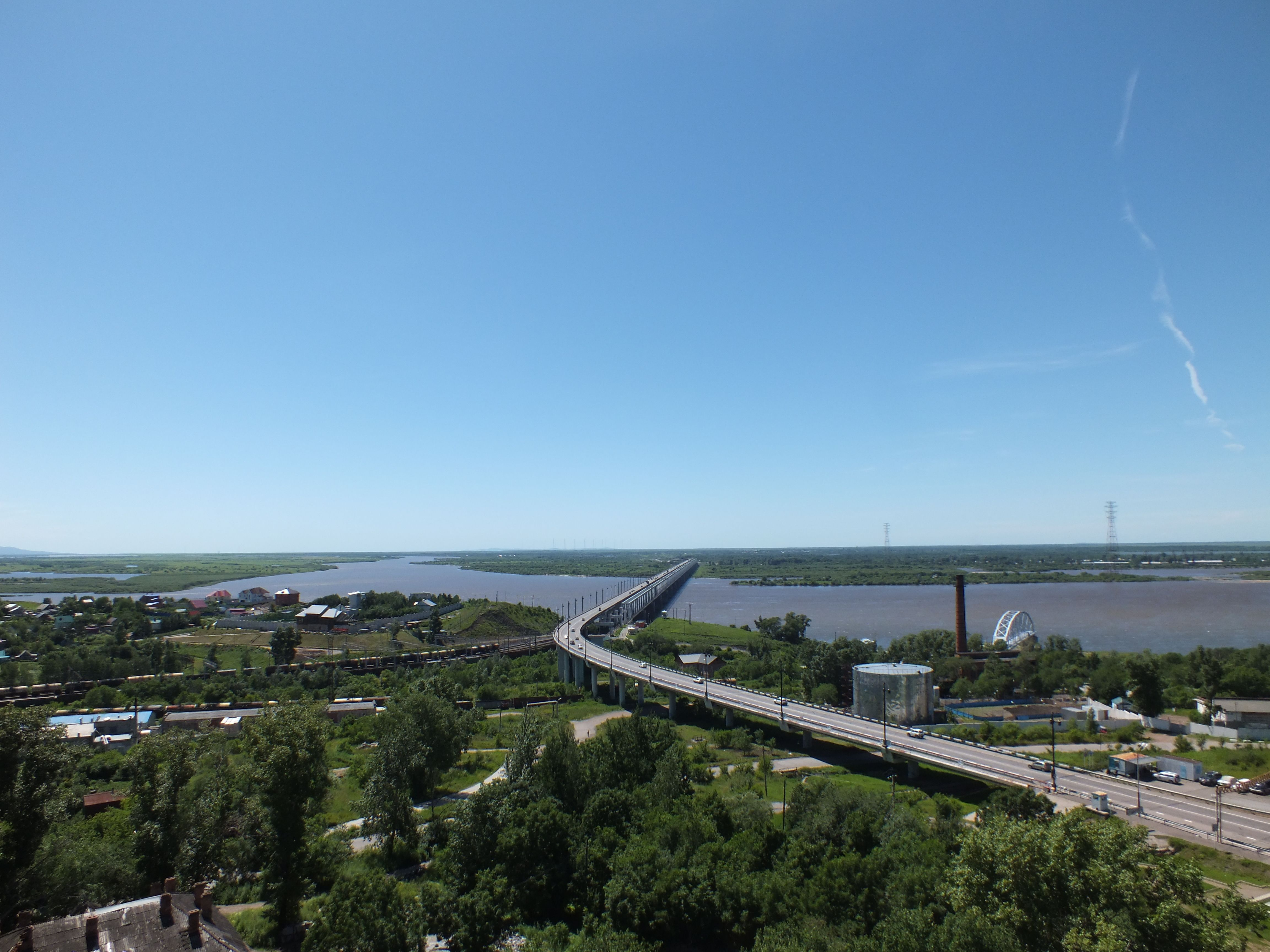
Хабаровский мост в июле 2013 года. Амур течёт слева направо, выше моста в него впадает Пемзенская протока. Также видны поезда на станции Амур.

## Музей истории Амурского моста

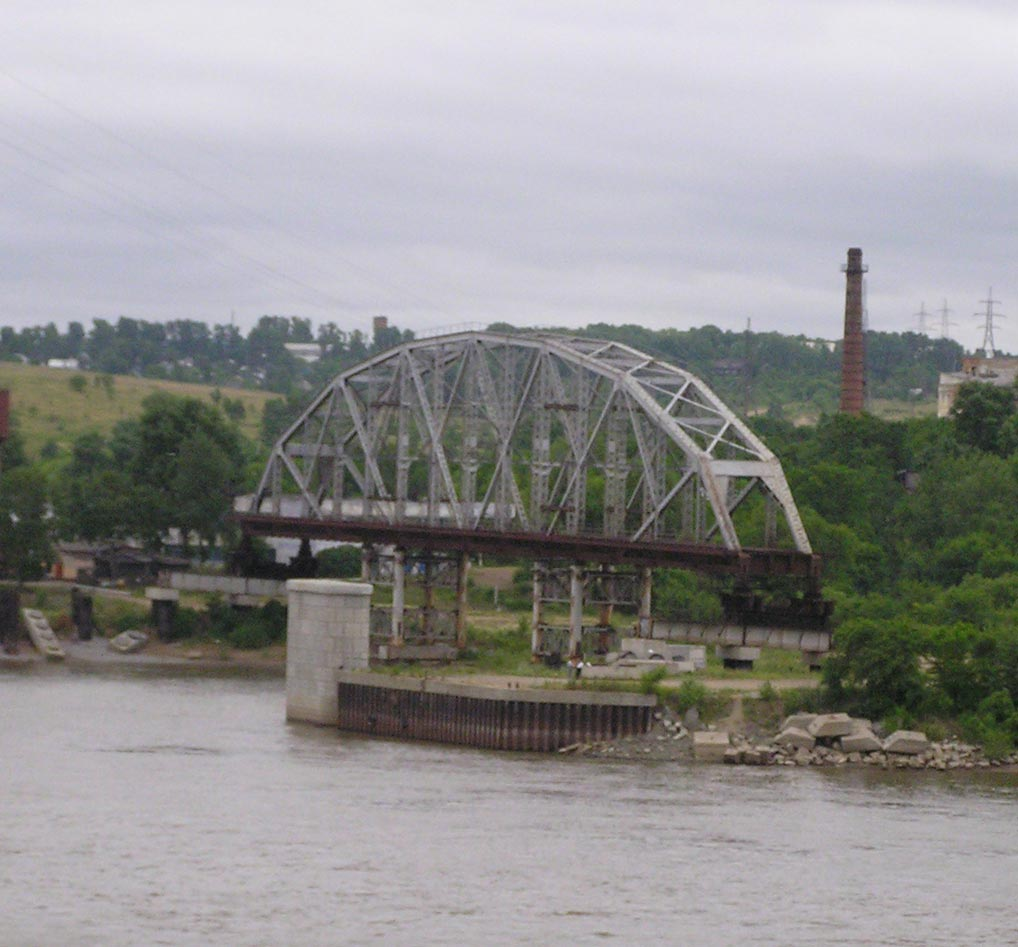
Снятая ферма старого моста — музейный экспонат

При реконструкции моста у руководства Дальневосточной железной дороги возникла идея создать музей истории моста. Одним из главных экспонатов должна была стать последняя из демонтированных водным способом ферм «царского» моста. При реконструкции её оставили на площадке на правом берегу Амура, где она простояла до августа 2008 года, когда с разворота фермы на 90 градусов началось обустройство музея.
Летом 2009 года были проведены работы по очистке и покраске фермы, а также подготовка и установка трёх будущих экспонатов: паровоза Eа, двухосной платформы 1935 года выпуска и цистерны 1936 года выпуска. В 2010 году экспозиция была существенно расширена: возведено здание ретровокзала, установлены электровоз ВЛ80, выпускавшийся с 1960-х годов прошлого века, грузопассажирский тепловоз М62, крытый вагон старой постройки и автомотриса 1930-х годов. Музей был включен в экскурсионную программу участников и гостей VI Ассамблеи начальников железных дорог, проходившей в начале сентября 2011 года в Хабаровске и Владивостоке.

## См. также

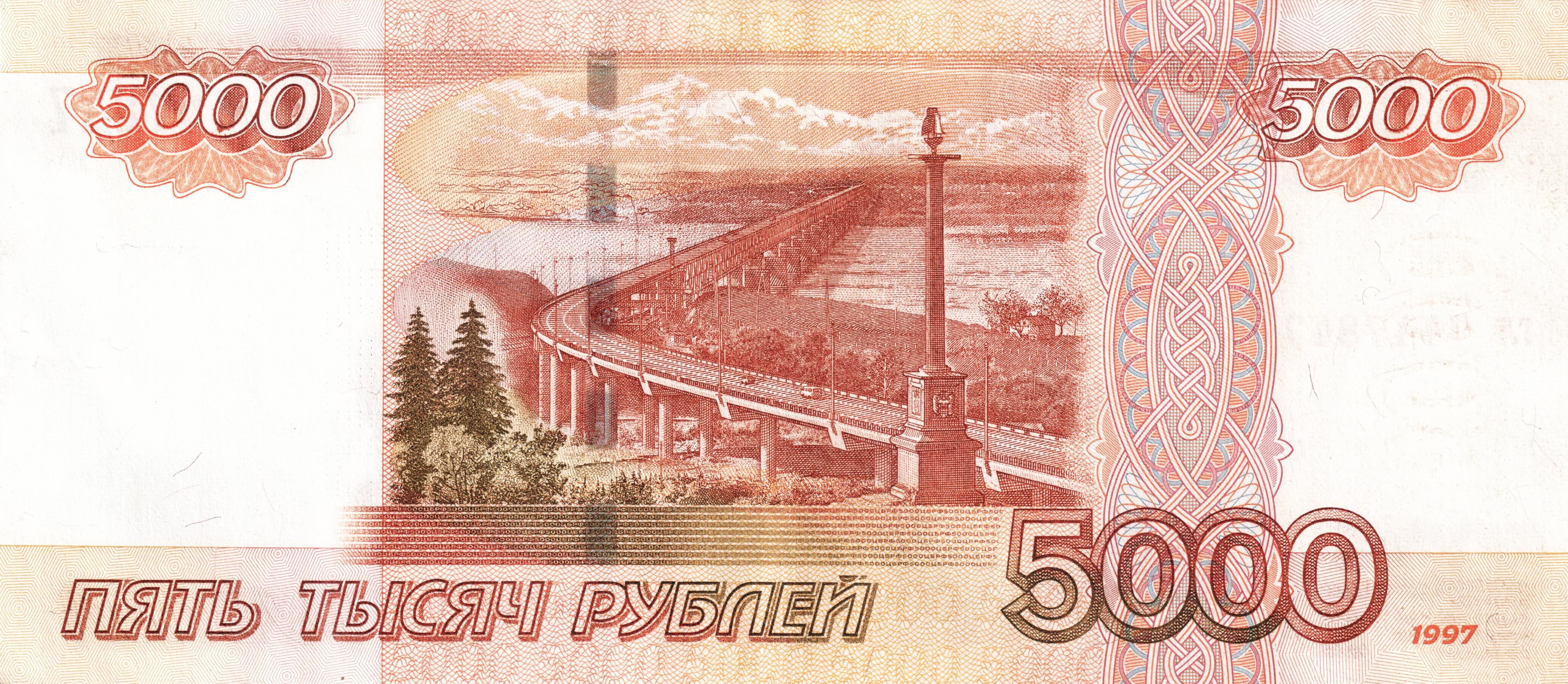
Изображение Хабаровского моста на билете Банка России